# Rehmannia elata
Rehmannia elata là một loài thực vật có hoa trong họ Mã đề. Loài này được N.E. Br. ex Prain miêu tả khoa học đầu tiên năm 1910.